# Гаврилишин Ольга
Ольга Гаврилишин (з дому — Галат; нар. 12 червня 1943, м. Чортків) — українська економістка, статистик. Доктор економіки (1972). Членка Американської і Канадської економічних асоціацій, інших професійних організацій.
Асистентка професора у Квінському університеті, викладачка Сер Джордж Вілльямс університету. Проводила дослідження в Тунісі. Від 1973 — економічний консультант «Statistics Canada». Автор низки наукових статей і розвідок.